# Condado de Lublin
Condado de Lublin (polaco: powiat lubelski) é um powiat (condado) da Polónia, na voivodia de Lublin. A sede do condado é a cidade de Lublin. Estende-se por uma área de 1679,42 km², com 141 837 habitantes, segundo os censos de 2007, com uma densidade 84,46 hab/km².

## Divisões admistrativas
O condado possui:
Comunas urbana-rurais: Bełżyce, Bychawa
Comunas rurais: Borzechów, Garbów, Głusk, Jabłonna, Jastków, Konopnica, Krzczonów, Niedrzwica Duża, Niemce, Strzyżewice, Wojciechów, Wólka, Wysokie, Zakrzew
Cidades: Bełżyce, Bychawa

## Demografia
População (dados de 30 de Junho de 2005):
|          | Total   | Total | Mulheres | Mulheres | Homens  | Homens |
| -------- | ------- | ----- | -------- | -------- | ------- | ------ |
|          | pessoas | %     | pessoas  | %        | pessoas | %      |
| Total    | 139 429 | 100   | 71 085   | 51       | 68 344  | 49     |
| Cidades  | 12 388  | 100   | 6421     | 51,8     | 5967    | 48,2   |
| Povoados | 127 041 | 100   | 64 664   | 50,9     | 62 377  | 49,1   |